# 云门宗
雲门宗，禅宗的流派之一，在北宋時極盛。創宗祖師為雲門文偃禪師，以位於韶州雲门山（在今广东乳源瑶族自治县北）的光泰禪寺為祖庭，故得名为雲门宗。

## 傳承爭議
一般認為，雲門宗出自石頭禪，為青原行思、石頭希遷一脈，石頭希遷傳天皇道悟，天皇道悟傳龍潭崇信，龍潭傳德山宣鑒，德山宣鑒傳雪峰義存。雪峰義存門下，又分兩支：傳雲門文偃，為雲門宗；另一支傳玄沙師備，玄沙傳羅漢桂琛，羅漢桂琛傳法眼文益，是為法眼宗。稽古略三曰：“师嗣雪峰存禅师，存嗣德山鉴，鉴嗣龙潭信禅师，师之法道。世宗仰之。目之曰云门宗。”
另一個說法，認為雲門文偃出自洪州宗，故雲門宗應屬洪州宗門下。

## 教法
其禅风被称为云门三句：“函盖乾坤”，“截断众流”，“随波逐浪”。